# Uskok kłodnicki
Uskok kłodnicki – uskok tektoniczny w województwie śląskim przebiegający przez Gliwice, Zabrze, Rudę Śląską i południowe Katowice.

## Aktywność
Jest to wciąż aktywny uskok. Ostatnie ważniejsze trzęsienia ziemi:
- 9 lutego 2007 roku, którego epicentrum znajdowało się w Miechowicach (dzielnicy Bytomia) (50°21'48,1 N 18°50'48,6 E). Trzęsienie to było odczuwalne w odległości około 25 km od epicentrum, a siła wstrząsów wynosiła 3,7 w skali Richtera.

- 9 września 2009 roku, którego epicentrum znajdowało się w Pawłowie dzielnicy Zabrza. Trzęsienie było odczuwalne w odległości około 15 kilometrów od epicentrum, a siła wyniosła 2,7 w skali Richtera[1]. Nie spowodowało one większych szkód, jedynie oberwanie się niecałego metra kwadratowego mostu w dzielnicy Ruda w Rudzie Śląskiej. Nie uszkodziło to jednak konstrukcji mostu.
- 8 listopada 2018 roku, którego epicentrum znajdowało się w KWK Budryk w Ornontowicach w ścianie D1 358/1, głębokość 1050 metrów. Trzęsienie było odczuwalne w promieniu około 40 kilometrów od epicentrum, a siła wynosiła 3,4 w skali Richtera[2].